# Хоржице
Хоржице (на чешки: Hořice) се намира на около 25 km югоизточно от град Ичин и 25 km от областния център Храдец Кралове. Градът е разположен на 21,46 km2 и е известен с производството на валцувани тръби, с най-старото каменоделно училище в Хоржице и в Европа, и с това, че всяка година организира състезания по мотоциклетизъм.
Пощенският код на Хоржице е 508 01. Телефонният код на града е 492105411.

## Галерия
- Галерия на каменни скулптури на склона Готард
- Църква „Рождество на Пресвета Богородица“
- Църква „Свети Готард“
- Църква в Хоржице